# Lei Feng
Lei Feng (18 de dezembro de 1940 – 15 de agosto de 1962) foi um soldado do Exército de Libertação Popular da República Popular da China.
Após sua morte, Lei foi caracterizado como uma pessoa altruísta e modesta, dedicada ao Partido Comunista da China, ao Mao Tsé-Tung e aos chineses em geral. Em 1963, ele se tornaria assunto nacional através da campanha "Aprenda com o camarada Lei Feng" (向雷锋同志学习).
Lei foi retratado como um cidadão exemplar e o povo foi encorajado a seguir sua abnegação, humildade e devoção a Mao. Após a morte de Mao, Lei ficou como um ícone cultural representando a seriedade e o dever; seu nome é mencionado em discursos diários e sua imagem é mostrada em camisetas e retratos/ recordações.
As descrições da vida Lei Feng eram usadas também com intuito de propaganda, sendo uma personagem olhada com admiração por grande parte do povo chinês e por alguns com algum cinismo.